# Vedlejší efekty
Vedlejší efekty jsou diskusní pořad vysílaný od roku 2006 do roku 2009 na zpravodajském kanálu České televize ČT24. Diskutovaly se v něm vždy dvě obecná aktuální témata a do diskuse mohli zapojit i televizní diváci pomocí telefonu, SMS i e-mailu.